# Eois carnata
Eois carnata là một loài bướm đêm trong họ Geometridae.